# 小島政二郎
小島 政二郎（こじま まさじろう、1894年（明治27年）1月31日 - 1994年（平成6年）3月24日）は、日本の小説家、随筆家、俳人。俳号は燕子楼。

## 来歴
東京府東京市下谷区に生まれ育った。生家は呉服商「柳河屋」。
京華中学を経て、慶應義塾大学部文学科在学中に、『三田文学』主幹で西洋美術史家の澤木四方吉から教えを受け、『三田文学』で作品を発表し始める。1916年に先輩作家の文章について批評した『オオソグラフィ』は森鴎外から認められるなど、学生時代から慶應義塾関係者内において、その名は知れ渡る。卒業後は鈴木三重吉が主宰していた児童雑誌『赤い鳥』の編纂に携わる。1919年に慶應義塾大学部文学科講師となり、最終的には文学部教授へ昇格し、1931年まで勤め、また1920年には『三田文学』編集委員となった。
1922年に親交があった講釈師・五代目神田伯龍を題材とした短篇『一枚看板』で文壇に認められ、1927年の『緑の騎士』で大衆的人気を得る。以後多くの大衆小説を書き『花咲く樹』『人妻椿』『新妻鏡』など人気作を次々執筆し、映画化もされ、そちらも人気を集めるなど、戦前から戦後にかけて一世を風靡した。1934年には直木賞・芥川賞の選考委員となる。朝鮮藝術賞審査員など文壇の中心人物として活躍。
戦中はその作風から不遇だったが国文学の造詣深く『わが古典鑑賞』『眼中の人』などを発表。前者は批評家としての見識が、後者については大正文壇史の生きる資料として、高く評価されている。戦後も1946年に『三百六十五夜』を発表。人気の旧作が再び映画化されるなど人気の健在ぶりを示した。1951年から1968年にかけて雑誌「あまカラ」で長期連載された食味随筆『食いしん坊』は大きな反響を呼び、小島本人も「今まで誰からも褒められた作品は、この『食いしん坊』と『わが古典鑑賞』ぐらいだ」と語っている。この随筆によって、食通としても知られるようになり、そのジャンルの随筆執筆も増える。
1950年代以後は、その発言･記述が文壇において物議を醸し、時に軋轢を生じる結果となっている。長く務めた直木賞選考委員も最期は事実上解任されることとなり、長年の盟友であった佐佐木茂索からも遠ざけられた。
70歳を超え、文壇の長老の位置に属するようになっても『鴎外荷風万太郎』では慶應義塾の先輩である久保田万太郎の人間性について徹底的な批判を、『聖体拝受』で谷崎潤一郎の『痴人の愛』が、義妹との実事に基づくという文壇における公然の秘密を書き記し、長年格別の想いを抱いていた旧友について記した『芥川龍之介』など、筆に衰えは無く、むしろ鋭さを増していく。
1972年には雑誌連載をまとめた『小説・永井荷風』が作品を読んだ永井の遺族から出版許可が降りずお蔵入りになっている（紆余曲折を経て2007年に発売され、川本三郎、丸谷才一、鹿島茂らから揃って激賞され、小島再評価の声が高まった）。
百歳の長寿を保ち、晩年まで意欲的に作品を発表し続けたが、1983年に自宅で大腿部を骨折。本人の性格が苦痛を伴うリハビリに耐えられず、また夫人の性格から自宅での介護は難しいだろうと、小島本人の意思によって、亡くなるまで最初に入院した病院で生活を送ることとなった。入院生活中、90歳をいくつか超えた頃から徐々に意識が混濁し始めたこともあり、それからは執筆からは遠ざかった。
久世光彦の『蕭々館日録』は、『眼中の人』を中心に小島作品で描かれた菊池寛、小島、芥川龍之介の関係をもとにした作品である。

## 主な著作
- 「含羞」1924
- 『新居』春陽堂 1926
- 『緑の騎士』文藝春秋社 1927
- 『場末風流』中央公論社 1929 のち旺文社文庫
- 『艶麗風土記』春陽堂 1932
- 『海燕』新潮社 1932
- 『七宝の柱』新潮社 1935
- 『感情山脈』新潮社 1936
- 『わが古典鑑賞』中央公論社 1941、筑摩書房<筑摩叢書> 1967 - 大鏡鑑賞ほか
- 『女鹿』輝文館 1941
- 『ちゝはゝの紋』学藝社 1941
- 『眼中の人』三田文学出版部 1942、岩波文庫 1995
- 『人妻椿』新潮社、1942
- 『半処女』大阪新聞社 1947
- 『成熟前後』東方社 1954
- 『甘肌』新潮社 1954
- 『官能図』東方社 1954
- 『食いしん坊』文藝春秋新社 1954 のち朝日文庫、河出文庫
- 『女中列伝』新潮社 1955
- 『乳房祭』同光社 1955
- 『おこま ある女掏摸の良心』大日本雄弁会講談社 1955
- 『あまカラ』六月社 1956
- 『円朝』（上下）、新潮社 1958-59 のち旺文社文庫、河出文庫
- 『舌の散歩』毎日新聞社 1960
- 『葛飾北斎』光風社 1964 新版1980、旺文社文庫、青樹社、小学館（上下）
- 『鴎外・荷風・万太郎』文藝春秋新社 1965
- 『俺伝』南窓社 1966
- 『小島政二郎全集』（全12巻）、鶴書房 1967。復刻版：日本図書センター 2002
- 『聖体拝受　人及び芸術家としての谷崎潤一郎』新潮社 1969
- 『私の好きな古典 樋口一葉・芭蕉』文化出版局 1971
- 『北落師門』中央公論社 1971
- 『吟味手帳』日本経済新聞社 1971
- 『芥川龍之介』読売新聞社 1977、講談社文芸文庫 2008
- 『味見手帖』ロングセラーズ：あまカラ選書 1977
- 『私の好きな短篇』鎌倉書房 1978
- 『天下一品　食いしん坊の記録』光文社 1978、のち河出文庫
- 『妻が娘になる時』中央公論社 1979
- 『俳句の天才　久保田万太郎』彌生書房 1980、新版1997
- 『私の好きな川柳』彌生書房 1982、新版1996
- 『初代中村吉右衛門』講談社 1982
- 『八枚前座 寄席の名人たち』彌生書房 1984
- 『小説 永井荷風』鳥影社 2007、ちくま文庫 2013

## 映画化
- 七人の女掏摸（松竹、1958年1月15日）原作：「おこま」、主演：高千穂ひづる
- 残月大川流し（東映、1963年9月8日）原作：「おこま」、主演：美空ひばり

## 伝記・回想
- 小島視英子『天味無限の人 小島政二郎とともに』彌生書房、1994
  - 再婚した夫人で、32歳年下。結婚までのいきさつは『続・眼中の人』として1967年に小島によって記されている。エッセイ執筆、テレビ出演、夫婦で雑誌の連載対談などメディア露出をしていた時期があったが、夫婦間の不仲や2度に渡る万引き騒動[2]などによって姿を消す。後年は小島との仲は修復し、約12年の介護を経て最期を看取った。
- 山田幸伯『敵中の人　評伝・小島政二郎』白水社、2015。著者は小島の弟子・津田信の子。